# Цианид кальция
Циани́д ка́льция (циа́нистый ка́льций, в просторечии - кальциан, кальцианид, химическая формула — Ca(CN)2) — неорганическая кальциевая соль синильной кислоты. 
При нормальных условиях, цианид кальция — белый порошок или кристаллы (технический продукт — черно-серный порошок ).

## Физические свойства
Имеет характерный запах горького миндаля, типичный для цианидов. 
В водных растворах и во влажном воздухе гидролизуется, выделяя при этом циановодород. 
Как и другие цианиды, очень токсичен.

## Химические свойства
- Взаимодействие с водой (гидролиз) приводит к образованию газообразного циановодорода[1]:

{\displaystyle {\mathsf {Ca(CN)_{2}+H_{2}O\rightarrow HCN\uparrow +CaOHCN}}}
- Взаимодействие с окислителями, например с перманганатом калия:

{\displaystyle {\mathsf {Ca(CN)_{2}+2KMnO4\rightarrow Ca(MnO_{4})_{2}+2KCN}}}
- Взаимодействие с сульфатом аммония приводит к образованию цианида аммония[3]:

{\displaystyle {\mathsf {Ca(CN)_{2}+(NH_{4})_{2}SO_{4}\rightarrow 2NH_{4}CN+CaSO_{4}}}}

## Получение
- Цианид кальция получают взаимодействием оксида кальция с безводной синильной кислотой в присутствии небольших количеств аммиака или воды для предотвращения полимеризации.

{\displaystyle {\mathsf {CaO+2HCN\rightarrow Ca(CN)_{2}+H_{2}O}}}
- Взаимодействие карбида кальция с раствором синильной кислоты:

{\displaystyle {\mathsf {CaC_{2}+HCN\rightarrow Ca(CN)_{2}+C_{2}H_{2}}}}
- Взаимодействие карбида кальция с азотом при 1100 °C (малораспространенный цианамидный метод):

{\displaystyle {\mathsf {CaC_{2}+N_{2}\rightarrow Ca(CN)_{2}+C}}}
- Реакции газообразного циановодорода с оксидом кальция при температуре около 400 °C.[4]